# Никола Мајдак Млађи
Никола Мајдак Млађи (Љубљана, 1972) српски је филмски стваралац и универзитетски предавач.

## Биографија
Дипломирао је камеру на Факултету драмских уметности у Београду.
Радио је као сниматељ за ТВ куће: BBC, France2, ARTE, TF1, HRT, Channel4, MTV и друге.
Добитник је Кристалног медведа на Берлинском филмском фестивалу, награде града Београда за филмско и радио-телевизијско стваралаштво, као и других важних награда.
Ради као предавач на Факултету дигиталних уметности Метрополитан универзитета, где предаје дигиталну фотографију, увод у анимацију и технологију видео продукције.

## Одабрана филмографија
- Money and Happiness (краткометражни), 2022.
- Untravel (краткометражни), 2018.
- Rabbitland (I) (краткометражни), 2013.
- Rabbitland (краткометражни), 2013.
- Ars longa, vita brevis (краткометражни), 1991.